# سیارک ۵۹۸۱
سیارک ۵۹۸۱ (به انگلیسی: 5981 Kresilas، نامگذاری:2140P-L) پنج هزار و نهصد و هشتاد و یکمین سیارک کشف شده‌است که در ۲۴ سپتامبر ۱۹۶۰ کشف شد.
قدر مطلق سیارک برابر ۱۲٫۹۰ است.